# Łogdowo
Łogdowo (deutsch Logdau) ist ein kleines Dorf in der polnischen Woiwodschaft Ermland-Masuren. Es gehört zur Gmina Dąbrówno (Landgemeinde Gilgenburg) im Powiat Ostródzki (Kreis Osterode (Ostpr.)).

## Geographische Lage
Łogdowo liegt im Südwesten der Woiwodschaft Ermland-Masuren, 21 Kilometer nordwestlich der früheren Kreisstadt Neidenburg (polnisch Nidzica) bzw. 28 Kilometer südöstlich der heurigen Kreismetropole Ostróda (deutsch Osterode (Ostpr.)).

## Geschichte
Das kleine vor 1785 Loydau genannte Dorf und Gut wurde nach 3121 gegründet. 1874 kamen die Landgemeinde Logdau und der Gutsbezirk Logdau zum Amtsbezirk Skottau (polnisch Szkotowo) im ostpreußischen Kreis Neidenburg, der etwa 1932 in den „Amtsbezirk Gardienen“ umgewandelt wurde. Im Jahre 1910 zählte Logdau 171 Einwohner, von denen 88 im Dorf und 83 im Gutsbezirk lebten.
Am 30. September 1928 wurde der Gutsbezirk Logdau in die Landgemeinde Logdau eingegliedert. Die Zahl der Einwohner belief sich 1933 auf 129 und 1939 auf 141.
Mit dem gesamten südlichen Ostpreußen wurde Logdau 1945 in Kriegsfolge an Polen überstellt. Das Dorf erhielt die polnische Namensform „Łogdowo“ und ist heute eine Ortschaft im Verbund der Gmina Dąbrówno (Landgemeinde Gildenburg) im Powiat Ostródzki (Kreis Osterode (Ostpr.)), bis 1998 der Woiwodschaft Olsztyn, seither der Woiwodschaft Ermland-Masuren zugehörig. 2011 zählte Łogdowo 38 Einwohner.

## Kirche
Bis 1945 war Logdau in die evangelische Kirche Groß Gardienen (polnisch Gardyny) in der Kirchenprovinz Ostpreußen der Kirche der Altpreußischen Union, außerdem in die römisch-katholische Kirche Thurau (polnisch Turowo) im Bistum Ermland eingepfarrt.
Heute gehört Łogdowo zur katholischen Pfarrei Turowo im Erzbistum Ermland sowie zur evangelischen Pfarrei Nidzica mit der Filialkirche Gardyny in der Diözese Masuren der Evangelisch-Augsburgischen Kirche in Polen.

## Verkehr
Łogdowo liegt an einer Nebenstraße, die von der Woiwodschaftsstraße 537 bei Stębark (Tannenberg) abzweigt und nach Osiekowo (Oschekau) und weiter bis Gardyny verläuft. Eine Anbindung an den Bahnverkehr besteht nicht.